# Zdzisław Pentek
Zdzisław Pentek (ur. 1964) – polski historyk mediewista, dr hab., profesor nadzwyczajny Uniwersytetu im. Adama Mickiewicza w Poznaniu.

## Życiorys
W 1995 obronił pracę doktorską Geoffroy de Villehardouin - kronikarz IV wyprawy krzyżowej (promotor: Jerzy Strzelczyk). W 2005 habilitował się na podstawie pracy Cesarstwo Łacińskie 1204-1261. Kolonialne państwo krzyżowców czy Neobizancjum?. Pracuje w Zakładzie Bałkanistyki Instytutu Historii UAM. Jego zainteresowania badawcze koncentrują się wokół dziejów Cesarstwa Bizantyjskiego, a zwłaszcza IV krucjaty oraz problematyki genealogiczno-heraldycznej.

## Wybrane publikacje
- Jan Karol Dachnowski, Herbarz szlachty Prus Królewskich z XVII wieku, wydał Zdzisław Pentek, Kórnik: Biblioteka Kórnicka 1995.
- Geoffroy de Villehardouin. Rycerz i kronikarz IV wyprawy krzyżowej, Poznań: Antykwariat Naukowy im. Jana Konstantego Żupańskiego 1996.
- Robert de Clari, Zdobycie Konstantynopola, z języka starofrancuskiego przetłumaczył wstępem i komentarzem opatrzył Zdzisław Pentek, Poznań: Antykwariat Naukowy im. Jana Konstantego Żupańskiego 1997.
- Geoffroy de Villehardouin, Zdobycie Konstantynopola, z języka starofrancuskiego przetłumaczył wstępem i komentarzem opatrzył Zdzisław Pentek, Poznań: Wydawnictwo Poznańskie 2003.
- Cesarstwo Łacińskie 1204-1261. Kolonialne państwo krzyżowców czy Neobizancjum?, Poznań: Wydawnictwo Poznańskie 2004.
- (redakcja) Ibn al-Atīr, 'Alī ibn Muhammad, Kompletna księga historii. Z czynów sułtana Saladynaz jęz. arab. tł. Michał Filip Horbowski, Justyna Maćkowiak, Dominik Małgowski, red. wstęp i koment. Zdzisław Pentek, Poznań: Instytut Historii UAM - Zakład Arabistyki i Islamistyki Instytutu Orientalistycznego Uniwersytetu im. Adama Mickiewicza 2007.
- (redakcja) Vademecum bałkanisty: lata 500-2007, red. Ilona Czamańska, Zdzisław Pentek, Poznań: Instytut Historii UAM 2009.
- (redakcja) John Julius Norwich, Historia Wenecji, t. 1-2, przeł. Jakub Bartoszewicz,  red. nauk. Zdzisław Pentek, Sopot: Fitoherb. Oddział w Polsce - Literatura Net Pl 2011.
- (redakcja) Stereotypy bałkańskie. Księga jubileuszowa profesor Ilony Czamańskiej, red. Jędrzej Paszkiewicz, Zdzisław Pentek, Poznań: Instytut Historii UAM 2011.
- Teodor Tyc (1896-1927) biografia, Poznań: Wydawnictwo Poznańskiego Towarzystwa Przyjaciół Nauk 2012.